# Jacob Tomlin
Jacob Tomlin (* 28. Oktober 1793 in Standen Hall, Lancashire; † 5. September 1880) war ein protestantischer Missionar, der unter anderem in Siam und während der Qing-Dynastie in China wirkte.

## Leben
Jacob Tomlin war der Sohn von John Tomlin aus North Riding, Yorkshire, und Tabitha Rawthorne. Seine Ausbildung erhielt er am St. John’s College, Cambridge.
1826 ging Tomlin für die London Missionary Society nach Malakka. 1828 und 1829 hielt er sich neun Monate in Siam auf und verfasste einen Bericht über seine Erlebnisse, u. a. zu den Vorkommnissen um König Anuvong von Vientiane. 1836 kehrte er nach England zurück. 1845 wurde er Hilfsprediger in Liverpool, später in Yorkshire und Derbyshire. In den 1860er Jahren wurde er Vikar in Irchester, Northamptonshire, und blieb dort bis 1877.
Jacob Tomlin starb 1880 in Irchester und hinterließ zwei Töchter, Emily und Harriet, die beide in Malakka geboren wurden.

## Veröffentlichungen
- Journal of a nine months’ residence in Siam. London 1831; Google Books
- Missionary Journals and Letters. London 1844; University of Hong Kong Libraries (PDF); abgerufen am 14. Mai 2010